# Rongwo Gompa
| Tibetische Bezeichnung                     |
| ------------------------------------------ |
| Tibetische Schrift: རོང་བོའི་དགོན་ཆེན           |
| Wylie-Transliteration: rong bo'i dgon chen |
| Andere Schreibweisen: Rongwo Gönchen       |

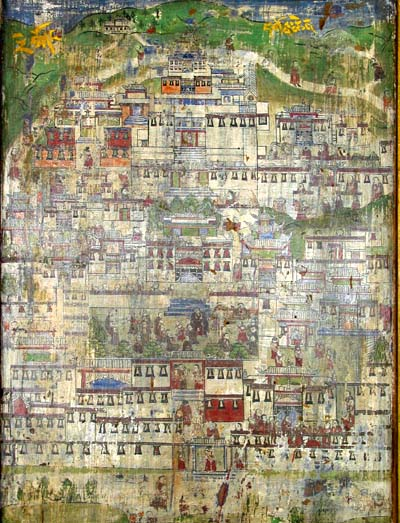

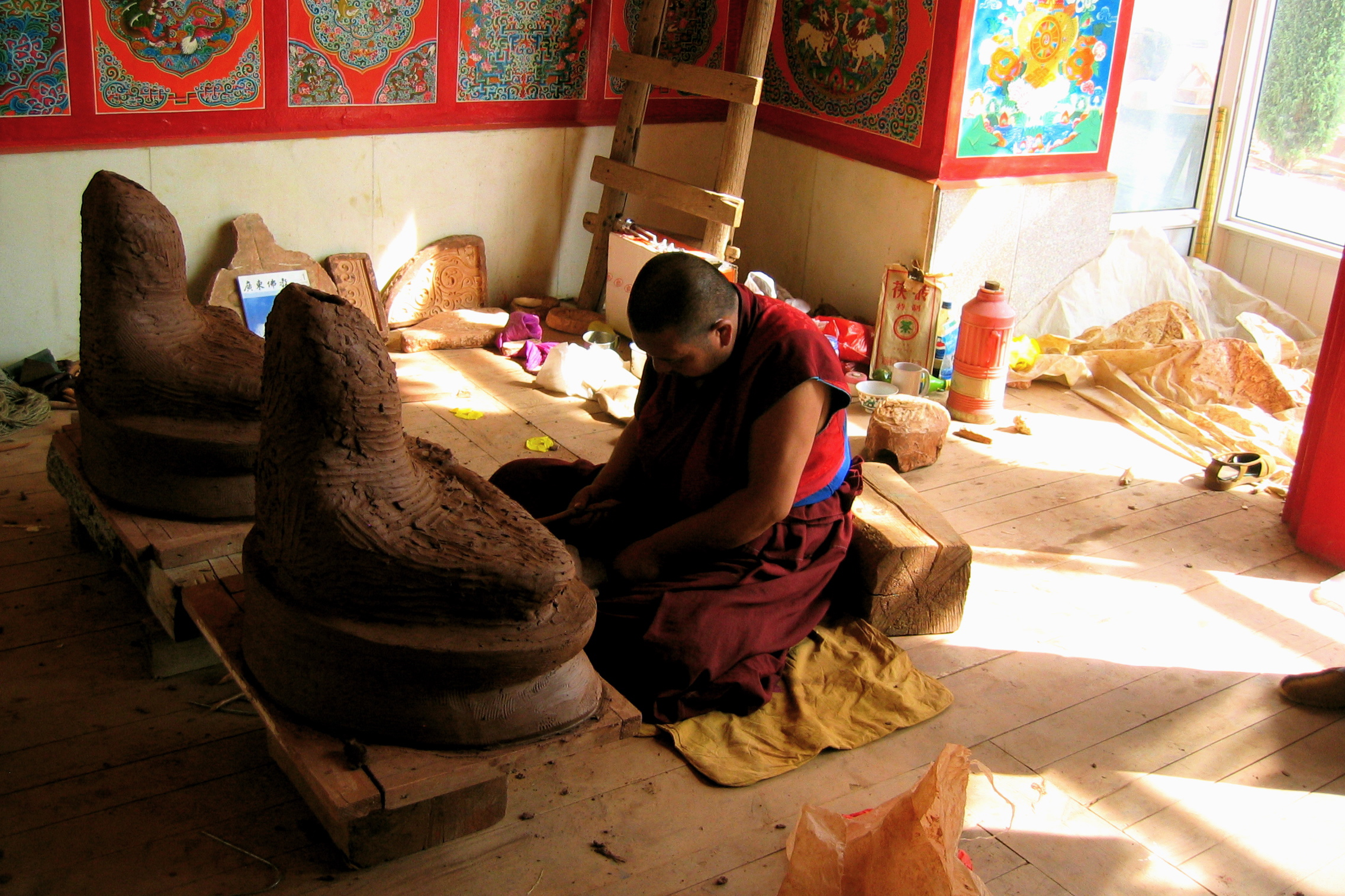

Das Longwu-Kloster bzw. Rongwo Gompa oder Rongwo Gönchen (chinesisch 隆务寺, Pinyin Lóngwù sì; tibet. Rong bo dgon pa) in der Großgemeinde Rongwo (chin. Longwu 隆务镇) im Kreis Tongren des Autonomen Bezirks Huangnan der Tibeter in der nordwestchinesischen Provinz Qinghai ist ein Kloster der Gelug-Schule, der jüngsten der vier Hauptschulen des tibetischen Buddhismus (Vajrayana). Es wurde 1301 in der Zeit der Mongolen-Dynastie gegründet. Die heutigen Gebäude stammen aus der Zeit der Ming- und Qing-Dynastie.
Das Kloster steht seit 1996 auf der Liste der Denkmäler der Volksrepublik China (4-187).

## Monastische Kultur
Das 1301 als Sakyapa-Kloster gegründete Rongwo Gönchen (Chin. Longwu Si) war seit dem 14. bis ins 20. Jahrhundert ein bestimmender politischer Faktor in der Region. Damit gehört es zu den ältesten noch aktiven Klöstern in Amdo. An der Wende des 16. zum 17. Jahrhundert, als die Gelugpa nach dem Zusammentreffen von Sonam Gyatso, dem ersten so genannten, später als 3. gezählten Dalai Lama, mit dem innermongolischen Fürsten Altan Khan, zunehmend Einfluss gewannen, wurde Rongwo Gönchen von dieser Schulrichtung übernommen.